# Manuel de Campos Bicudo
Manuel de Campos Bicudo (Itu, ? — Santana de Parnaíba, 1681) foi um bandeirante, tendo sido o primeiro a chegar à região do estado de Mato Grosso, fundando o arraial de São Gonçalo Beira Rio por volta de 1673, onde atualmente se localiza a cidade de Cuiabá.
Silva Leme descreve sua família no volume IV - página 166, citado no capítulo 3.º (Título Campos) da sua «Genealogia Paulistana»:
Filho de Filipe de Campos Banderborg, ocupou relevantes cargos do governo. Faleceu em 1681 em Santana de Parnaíba com testamento, e sua mulher Margarida Bicudo em 1708.
Diz mais Pedro Taques que Manuel de Campos em sua companhia levou o seu sobrinho Gabriel Antunes de Campos, V. 1.º pág. 151; no desbravamento dos sertões e não seu filho de mesmo nome. Morreu este, capitão-mor Manuel de Campos, em 1722, e foi sepultado em São Paulo na capela dos Terceiros de S. Francisco, em cuja ordem tinha sido irmão ministro.